# ジェームズ・マーシャル
ジェームズ・マーシャル（James Wilson Marshall、1810年10月8日 - 1885年8月10日）は、アメリカ・ニュージャージー州ランバートビル出身の大工。
1848年1月24日、カリフォルニア州のアメリカン川沿いで砂金を発見。カリフォルニア・ゴールドラッシュのきっかけとなった。

## 経歴
1810年、4人兄妹の長男として生まれた。1834年に父フィリップが死去するとニュージャージー州を出て西へ向かい、インディアナ州、イリノイ州などで過ごした。1844年にミズーリ州に定住し、ミズーリ川沿いで農業を始めた。しかしマラリアにかかり、医者の忠告でミズーリ州を去り西へ移住する列車でオレゴン州へ向かい、1845年7月にジョン・サッターが開拓したカリフォルニア州のフォート・サッター（サッター砦）に到着。そこでサッターと出会い、サッターからサクラメント川沿いの土地と牛を与えられ、農業を始めた。
1846年5月から1847年初めまで米墨戦争に志願して従軍している間に土地と牛を失い、マーシャルは製材工場建設のためにサッターと提携し、工場の業務を統括することになった。彼はサッター砦から40マイル上流のコロマに工場を建設したが、工場の水車から水を排出する溝が狭かったため、アメリカン川の水力で掘削することにし、毎朝掘削の結果を調べた。
1848年1月24日の朝、水車の下にいくつかの輝く斑点を発見。サッターに知らせ詳しく調べたところ、少なくとも23
カラット（23金、K23、純度96%）の最高級品質の金であることが分かった。発見に関するニュースはすぐに世界中に達し、多くの人がカリフォルニアに押し寄せ、マーシャルは土地を追い出された。
1857年にコロマに戻りブドウ園を始めたが結局失敗。その後、金鉱で金を探し始めたが何も見つからず破産した。1872年、カリフォルニア州政府は歴史上の重要な役割を認め、マーシャルに2年間の年金を与えた。1874年、1876年に更新されたが、1878年に打ち切られた。

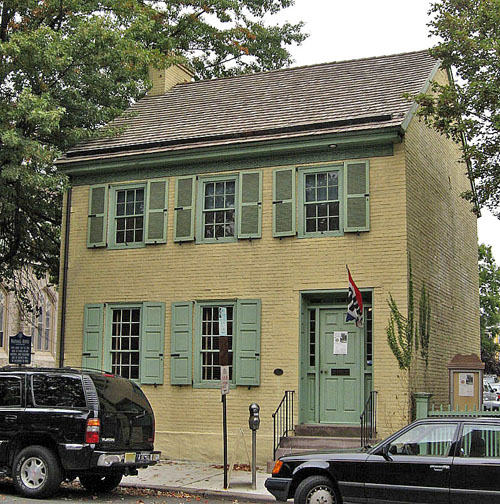
少年時代に暮らした家

1885年8月10日、カリフォルニア州ケルシーで死去。遺体はコロマに運ばれ、ブドウ園を所有していた場所に葬られた。アメリカン川の支流を見晴らすことができる丘に墓がある。1890年5月に記念碑が建てられた。記念碑の上に金の発見場所を示したマーシャルの像が立っている。1927年、カリフォルニア政府は、ブドウ園があった1エーカーの区画を「Marshall Gold Discovery State Historic Park（マーシャル金発見州立歴史公園）」と命名した。現在、マーシャルが少年時代に暮らした家は保存され、ランバートビル歴史協会の本部として一般に公開されている。マーシャルの関係品やランバートビルの歴史に関する物などが展示されている。